# 线叶小报春
线叶小报春（学名：Primula subularia）为报春花科报春花属下的一个种。

## 扩展阅读
- 維基物種上的相關：线叶小报春